# Association faîtière de rassemblement nationale
L'organisation faîtière de la Collection nationale (en allemand : Dachverband der Nationalen Sammlung, abrégé : DNS ) était une alliance électorale de partis d'extrême droite créée en 1953 à l'occasion des élections en République fédérale d'Allemagne.
Elle fut fondée le 8 mai 1953 par la réunion de la Communauté allemande (DG), du Bloc allemand et du Mouvement social allemand (MSA). Les têtes de liste en furent August Haußleiter pour la DG, Karl Meißner pour le Bloc allemand et Karl-Heinz Priester pour le MSA. Si la DNS a participé aux élections fédérales de 1953, elle ne s'est présentée que dans le Bade-Wurtemberg et en Bavière n'obtenant que 0,3 % de seconds votes au niveau fédéral.Dans certaines villes comme Augsbourg, l'union présenta une liste aux élections municipales.